# Łukęcin
Łukęcin is een plaats in het Poolse district  Kamieński, woiwodschap West-Pommeren. De plaats maakt deel uit van de gemeente Dziwnów en telt 130 inwoners.